# Пачука (футбольний клуб)
«Пачука» (ісп. Club de Futbol Pachuca) — мексиканський футбольний клуб із міста Пачука-де-Сото (штат Ідальго).

## Історія
Найстаріший футбольний клуб Мексики був заснований 28 листопада 1901 робітниками гірничодобувної компанії «Compañía Real del Monte y Pachuca». В епоху аматорського футболу команда виграла три чемпіонати та два кубки.
Професіонального статусу клуб набув у 1950 році і дебютував у другому дивізіоні мексиканського футболу. В 1967/68 команда провела перший сезон у Прімері, але закріпитися в ній змогла лише з 1998 року.
«Пачука» - найсильніший клуб Мексики перших десяти років 21 століття. Здобуто перемоги у чотирьох лігах чемпіонів та п'яти чемпіонатах Мексики. Єдина мексиканська команда, яка здобула південноамериканський кубок. У фіналі 2006 року перемога над чилійським «Коло-Коло» (1:1, 2:1). Наступного року виявилася сильнішою за американський «Лос-Анджелес Гелаксі» у першому розіграші північноамериканської суперліги.

## Титули та досягнення

### На міжнародній арені
- Володар південноамериканського кубка (1): 2006
- Володар ліги чемпіонів КОНКАКАФ (6): 2002, 2007, 2008, 2010, 2017, 2024
- Переможець північноамериканської суперліги (1): 2007

### Аматорська епоха
- Чемпіон (3): 1905, 1918, 1920
- Віце-чемпіон (4): 1909, 1911, 1915, 1917,
- Володар кубка (2): 1908, 1912
- Фіналіст кубка (2) : 1918, 1921

### Професіональна епоха
- Чемпіон (5): 1999 (З), 2001 (З), 2003 (А), 2006 (К), 2007 (К)
- Віце-чемпіон (2): 2001 (Л), 2009 (К)

## Тренери-переможці
| Тренер                 | Кількість | Виграні трофеї |
| ---------------------- | --------- | --- |
| Енріке Меца            | 5         | Південноамериканський кубок 2006 Кубок чемпіонів КОНКАКАФ 2007, 2008 Північноамериканська суперліга 2007 Чемпіонат Мексики 2007 (К) |
| Альфредо Тена          | 2         | Кубок чемпіонів КОНКАКАФ 2002 Чемпіонат Мексики 2001 (З)                                                                            |
| Хав'єр Агірре          | 1         | Чемпіонат Мексики 1999 (З) |
| Віктор Мануель Вучетич | 1         | Чемпіонат Мексики 2003 (К) |
| Хосе Луїс Трехо        | 1         | Чемпіонат Мексики 2006 (К) |
| Гільєрмо Ріварола      | 1         | Кубок чемпіонів КОНКАКАФ 2010 |

## Найвідоміші гравці
- Альберто Родрігес (1994-2005) — захисник, за збірну 13 матчів.
- Ернан Медфорд (1994-1997) — нападник, за збірну Коста-Рики 89 матчів (18 голів).
- Октавіо Вальдес (1995-2001, 2003-2005) — півзахисник, за збірну 30 матчів.
- Габріель Кабальєро (1998-2010) — нападник, за збірну Мексики 8 матчів.
- Мануель Відріо (1999-2005) — захисник, за збірну 37 матчів (1 гол).
- Серхіо Сантана (1999-2005) — нападник, за збірну Мексики 10 матчів (5 голів).
- Мігель Калеро (2000-2012) — воротар, за збірну Колумбії 51 матч.
- Габріель де Анда (2000-2005) — захисник, за збірну 13 матчів (2 голи).
- Андрес Чівіта (2001-2008, 2011-2012) — півзахисник, за збірну Колумбії 7 матчів (1 гол).
- Хайме Корреа (2001-2010) — півзахисник, за збірну 10 матчів.
- Фаусто Пінто (2001-2008) — захисник, за збірну 25 матчів.
- Іван Уртадо (2003-2004) — захисник, за збірну Еквадору 167 матчів (5 голів).
- Хуан Карлос Качо (2004-2008, 2009-2010) — нападник, за збірну Мексики 11 матчів (3 голи).
- Леобардо Лопес (2005-2012) — захисник, за збірну 7 матчів (1 гол).
- Пауль Агілар (2006-2012) — захисник, за збірну 9 матчів (2 голи).
- Даміан Альварес (2006-2010) — півзахисник, виграв шість трофеїв з клубом.
- Крістіан Хіменес (2006-2009) — півзахисник, виграв п'ять трофеїв з клубом.
- Хосе Торрес (2006-2012) — півзахисник, за збірну США 10 матчів.
- Едгар Бенітес (2009-2012) — нападник, за збірну Парагваю 13 матчів (1 гол).